# Jaciment i fortalesa de Metsamor
El Jaciment i fortalesa de Metsamor són les restes d'una vella ciutadella situada al sud-oest de la ciutat de Taronik, a Armènia, a la província d'Armavir. El jaciment, damunt un pujol volcànic, té una extensió de 10,5 ha, tot i que es creu que arribà a 200 ha i albergava a 50.000 persones. Ha estat poblat entre el Mil·lenni V abans de la nostra era i el segle xviii.
Les excavacions del jaciment començaren al 1965, sota la supervisió d'Emma Khanzadyan. S'hi han trobat almenys set santuaris, a més a més de cercles de pedra neolítics (cromlec) de fa set mil anys, que podrien formar part d'un observatori astronòmic, que ha atret l'interés de la arqueoastronomia.
El període més important del jaciment fou l'edat del bronze, entre els mil·lennis III i II abans de la nostra era, quan es practicava a certa escala la mineria del coure i ací es trobava la major producció de bronze. Continuà sent un lloc important durant el període d'Urartu, entre els segles IX i VI ae.

## Museu de Metsamor
El Museu d'Història i Arqueologia de Metsamor es va obrir al 1968. Conté més de 27.000 objectes, la majoria trobats al jaciment.